# 2500
سنة 2500م هي سنة كبيسة تبدأ يوم الثلاثاء حسب التقويم الغريغوري